# Annabella (attrice)
Annabella, pseudonimo di Suzanne Georgette Charpentier (Parigi, 14 luglio 1907 – Neuilly-sur-Seine, 18 settembre 1996), è stata un'attrice francese.

## Biografia

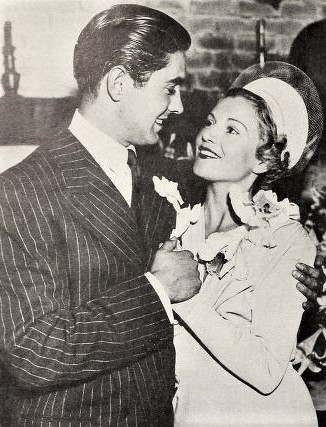
Col marito Tyrone Power (1939)

Nata a Parigi, si trasferì con la famiglia nella località di La Varenne-Saint-Hilaire, dove trascorse infanzia e giovinezza. Fu suo padre, appassionato di fotografia, ad inviare alcune fotografie della figlia al regista Abel Gance, il quale scritturò la ventenne Annabella per un ruolo secondario nel film Napoleone (1927).
Quattro anni più tardi venne scritturata dal regista René Clair per la commedia Il milione (1931), il primo di una serie di film che l'attrice e il regista avrebbero girato insieme e che contribuirono a fare di Annabella una star dalla notorietà a livello europeo, specializzata in intense interpretazioni di eroine patetiche e sfortunate in film quali Maria, leggenda ungherese (1932), Per le vie di Parigi (1933), Vigilia d'armi (1935), che le valse la Coppa Volpi quale migliore attrice al Festival di Venezia nel 1936.
Dopo aver girato alcuni film in Inghilterra, tra cui Sangue gitano (1937), fu consacrata tra le migliori attrici del cinema francese degli anni trenta grazie alla sua interpretazione nel drammatico Albergo Nord (1938) di Marcel Carné. L'anno successivo si trasferì negli Stati Uniti, dove partecipò a una serie di film di forte richiamo commerciale, senza però riuscire ad affermarsi. 
In questo periodo l'attrice visse una storia d'amore con Tyrone Power, il quale la accompagnò in Francia per ottenere il divorzio dal primo marito Jean Murat. La coppia si sposò nel 1939 e, allo scoppio della seconda guerra mondiale, Power convinse la madre di lei a raggiungerli negli Stati Uniti, mentre il padre e il fratello (che verrà poi ucciso da nazisti) restarono in Francia. Anche Anne, la prima figlia di Annabella, attraversò l'Atlantico e venne poi adottata da Tyrone Power.
Darryl F. Zanuck, il patron della 20th Century Fox, era fortemente contrario al matrimonio, pensando che il pubblico femminile non sarebbe più andato a vedere i film di Tyrone Power sapendolo sposato, e fece in modo che lei non venisse più scritturata e nemmeno prestata ad altri studios. Il matrimonio entrò quasi subito in crisi, mentre l'attore iniziò una relazione con Judy Garland e lei si legò allo scrittore Roald Dahl, ma divorziarono solo nel 1948.
Al termine del secondo conflitto mondiale, dopo aver partecipato al dramma Il 13 non risponde (1947), accanto a James Cagney, Annabella rientrò definitivamente in Francia, ma non riuscì a ritrovare il successo. Da allora le sue apparizioni sullo schermo furono sporadiche, tranne eccezioni come Bonaparte e la rivoluzione (1972), una rielaborazione di Abel Gance della versione muta di Napoleone e di quella sonora del 1935, con l'aggiunta di nuove riprese.
Nella seconda metà degli anni cinquanta riprese i contatti con il secondo marito, che aveva appena divorziato da Linda Christian, ma i tentativi di riconciliazione e le promesse di lui non la convinsero mai del tutto. L'attrice passò gli ultimi anni nella sua proprietà a Saint-Pée-sur-Nivelle, nei Paesi Baschi francesi, in compagnia dello scrittore Jules Roy, il cui nipote si occuperà della sua biografia. Annabella morì a causa di un attacco di cuore, all'età di 89 anni, e fu sepolta nel cimitero di Passy (Alta Savoia).

## Filmografia

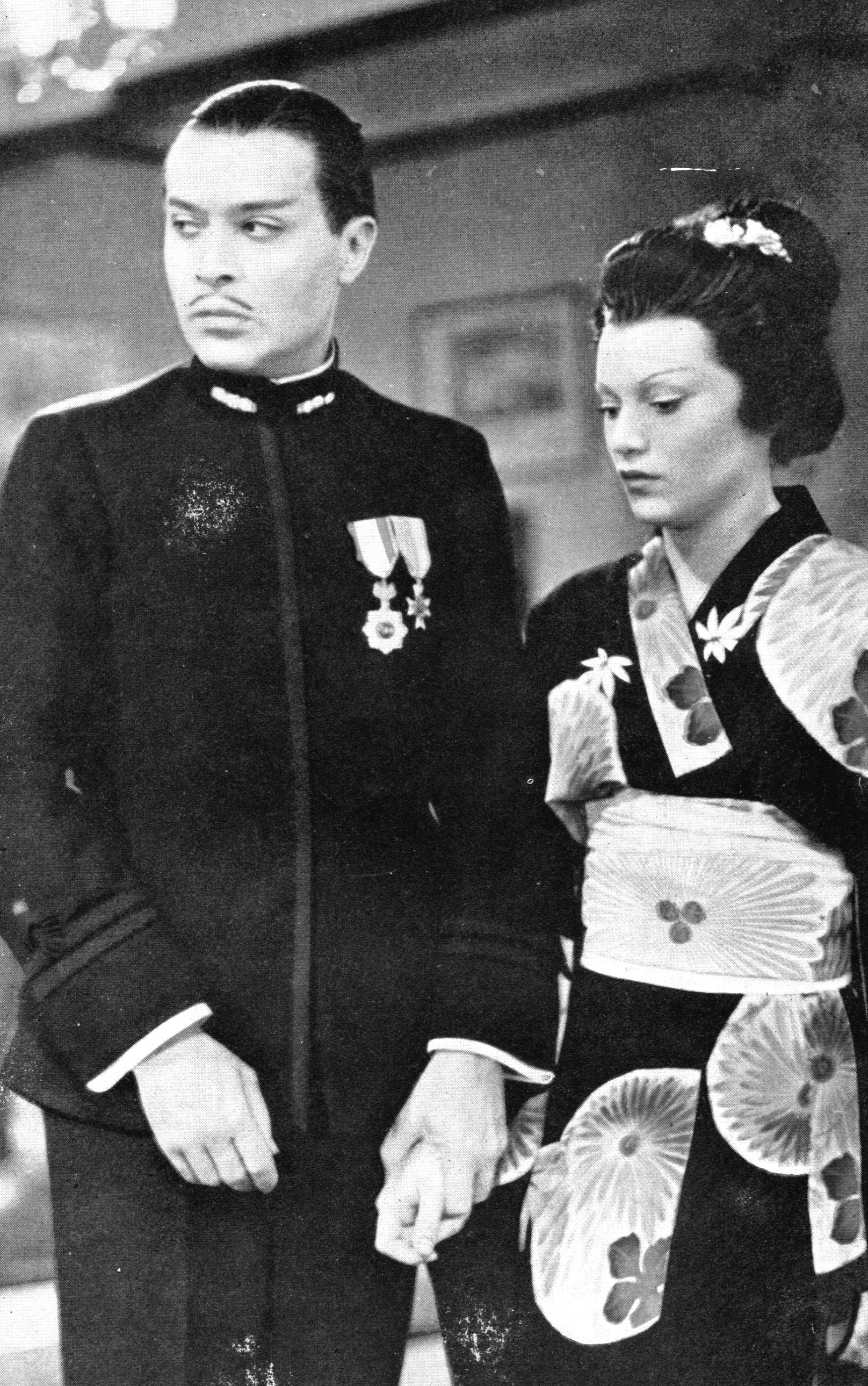
Con Charles Boyer in La battaglia

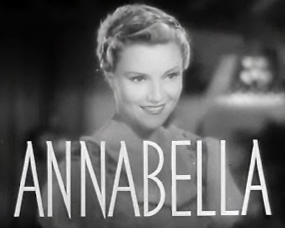
Annabella nel film Bridal Suite

- Napoleone (Napoleon), regia di Abel Gance (1927)
- Maldone, regia di Jean Grémillon (1928)
- Trois jeunes filles nues, regia di Robert Boudrioz (1929)
- La Maison de la Flêche, regia di Henri Fescourt (1930)
- La Barcarolle d'amour, regia di Carl Froelich e Henry Roussel (1930)
- Il milione (Le Million), regia di René Clair (1931)
- Romance all'inconnue, regia di René Barberis (1931)
- Deux fois vingt ans, regia di Charles-Félix Tavano (1931)
- Autour d'une enquête, regia di Henri Chomette e Robert Siodmak (1931)
- Di notte a Parigi (Un Soir de rafle), regia di Carmine Gallone (1931)
- Son altesse l'amour, regia di Robert Péguy, Erich Schmidt e Joe May (1931)
- Prima dragoste, regia di Pál Fejös e Jean Mihail (1932)
- Due cuori e un'automobile (Paris-Méditerranée), regia di Joe May (1932)
- Il figlio della strada (Un fils d'Amerique), regia di Carmine Gallone (1932)
- Maria leggenda ungherese (Tavaszi zápor), regia di Pál Fejös (1932)
- La battaglia (La Bataille), regia di Nicolas Farkas e Viktor Tourjansky (1933)
- Per le vie di Parigi (Quatorze Juillet), regia di René Clair (1933)
- La signorina Josette mia moglie (Mademoiselle Josette, ma femme), regia di André Berthomieu (1933)
- Viva la vita (Sonnenstrahl nella versione austriaca) (Gardez le sourire nella versione francese), regia di Pál Fejös e René Sti (1933)
- Caravane, regia di Erik Charelle (1934)
- Notti moscovite (Les Nuits moscovites), regia di Alexis Granovsky (1934)
- Vigilia d'armi (Veille d'armes), regia di Marcel L'Herbier (1935)
- I tre diavoli (Varieté), regia di Nicolas Farkas (1935)
- La bandera, regia di Julien Duvivier (1935)
- L'equipaggio (L'Équipage), regia di Anatole Litvak (1935)
- Una donna ardita (Anne-Marie), regia di Raymond Bernard (1936)
- Sangue gitano (Wings of the Morning), regia di Harold D. Schuster (1937)
- Il manto rosso (Under the Red Robe), regia di Victor Sjöström (1937)
- La cittadella del silenzio (La Citadelle du silence), regia di Marcel L'Herbier (1937)
- Pranzo al Ritz (Dinner at the Ritz), regia di Harold D. Schuster (1937)
- La baronessa e il maggiordomo (The Baroness and the Butler), regia di Walter Lang (1938)
- Suez, regia di Allan Dwan (1938)
- Albergo Nord (Hôtel du Nord), regia di Marcel Carné (1938)
- Bridal Suite, regia di Wilhelm Thiele (1939)
- Tonight We Raid Calais, regia di John Brahm (1943)
- Bomber's Moon, regia di Edward Ludwig e Harold D. Schuster (1943)
- Il 13 non risponde (13 Rue Madeleine), regia di Henry Hathaway (1947)
- L'eterno conflitto (Éternel conflit), regia di Georges Lampin (1948)
- Dernier amour, regia di Jean Stelli (1949)
- L'Homme qui revient de loin, regia di Joan Castanyer (1950)
- Don Juan - La spada di Siviglia (Don Juan), regia di José Luis Sáenz de Heredia (1950)
- Quema el suelo, regia di Luis Marquina (1952)
- Suspense - serie TV, 1 episodio (1954)
- Bonaparte e la rivoluzione (Bonaparte et la révolution) (1972)
- Elisabeth, regia di Pierre-Jean de San Bartolomé (1985) - cortometraggio

## Doppiatrici italiane
- Lydia Simoneschi in Il milione, L'equipaggio
- Laura Carli in Il 13 non risponde

## Premi e riconoscimenti

### Festival del cinema di Venezia
- 1936: - Coppa Volpi per la migliore interpretazione femminile per Vigilia d'armi (Veille d'armes)